# Sebastian Tounekti
Sebastian Tounekti (Tromsø, 13 juli 2002) is een Tunesisch-Noors voetballer die doorgaans speelt als vleugelspeler. In februari 2025 verruilde hij FK Haugesund voor Hammarby IF. Tounekti maakte in 2021 zijn debuut in het Tunesisch voetbalelftal.

## Clubcarrière
Tounekti speelde in de jeugdopleiding van Tromsdalen. Bij die club speelde hij twaalf wedstrijden in de 1. divisjon. Hij verkaste begin 2020 naar Bodø/Glimt. Hier debuteerde hij op 16 juli van dat jaar, toen in de Eliteserien in het Vikingstadion met 2–4 gewonnen werd van Viking FK. Fredrik Torsteinbø en Even Østensen scoorden namens de thuisploeg en voor Bodø/Glimt kwamen Ulrik Saltnes, Jens Petter Hauge, Sondre Brunstad Fet en Philip Zinckernagel op het scoreformulier. Tounekti moest van coach Kjetil Knutsen op de reservebank beginnen en hij viel in de blessuretijd in voor Hauge. Zijn eerste doelpunt volgde op 17 oktober 2020, toen hij op bezoek bij Molde FK de score opende. Molde kwam daarna op een ruime voorsprong door doelpunten van Magnus Wolff Eikrem (tweemaal), Ohi Omoijuanfo en Eirik Hestad, waarna Vegard Leikvoll Moberg de uitslag bepaalde op 4–2. Aan het einde van het kalenderjaar 2020 kroonde Tounekti zich met Bodø/Glimt tot Noors landskampioen.
De vleugelaanvaller maakte in de zomer van 2021 op huurbasis de overstap naar FC Groningen, wat tevens een optie tot koop verkreeg op hem. Hij kwam niet in actie voor Groningen en de optie werd niet gelicht. In augustus 2022 nam FK Haugesund hem over. Tounekti verkaste in juni 2023 op huurbasis naar Ranheim tot het einde van het kalenderjaar. Een kleine twee maanden later werd de huurdeal geannuleerd. Nadat hij in 2024 overwegend een basisplaats had gehad, nam Hammarby IF hem in februari 2025 over voor circa 1,2 miljoen euro.

## Clubstatistieken
| Seizoen | Club           | Competitie  | Competitie | Competitie | Beker | Beker | Internationaal | Internationaal | Totaal | Totaal |
| Seizoen | Club           | Competitie  | Wed.       | Dlp.       | Wed.  | Dlp.  | Wed.           | Dlp.           | Wed.   | Dlp.   |
| ------- | -------------- | ----------- | ---------- | ---------- | ----- | ----- | -------------- | -------------- | ------ | ------ |
| 2018    | Tromsdalen     | 1. divisjon | 1          | 0          | 0     | 0     | —              | —              | 1      | 0      |
| 2019    | Tromsdalen     | 1. divisjon | 11         | 0          | 0     | 0     | —              | —              | 11     | 0      |
| 2020    | Bodø/Glimt     | Eliteserien | 9          | 1          | 0     | 0     | 1              | 1              | 10     | 2      |
| 2021    | Bodø/Glimt     | Eliteserien | 5          | 0          | 0     | 0     | 4              | 0              | 9      | 0      |
| 2021/22 | → FC Groningen | Eredivisie  | 0          | 0          | 0     | 0     | —              | —              | 0      | 0      |
| 2022    | FK Haugesund   | Eliteserien | 5          | 0          | 0     | 0     | —              | —              | 5      | 0      |
| 2023    | FK Haugesund   | Eliteserien | 4          | 0          | 1     | 0     | —              | —              | 5      | 0      |
| 2023    | → Ranheim      | 1. divisjon | 5          | 1          | 0     | 0     | —              | —              | 5      | 1      |
| 2023    | FK Haugesund   | Eliteserien | 3          | 0          | 0     | 0     | —              | —              | 3      | 0      |
| 2024    | FK Haugesund   | Eliteserien | 29         | 4          | 2     | 0     | —              | —              | 31     | 4      |
| 2025    | Hammarby IF    | Allsvenskan | 0          | 0          | 2     | 1     | 0              | 0              | 2      | 1      |
| Totaal  | Totaal         | Totaal      | 72         | 6          | 5     | 1     | 5              | 1              | 82     | 8      |

Bijgewerkt op 12 maart 2025.

## Interlandcarrière
In maart 2021 werd Tounekti voor de eerste maal opgenomen in de selectie van het Tunesisch voetbalelftal, voor de interlands tegen Libië en Equatoriaal-Guinea. Tijdens deze wedstrijden kwam hij niet in actie. Zijn debuut maakte de vleugelaanvaller op 7 oktober 2021, in een kwalificatiewedstrijd voor het WK 2022 tegen Mauritanië, waarvan door doelpunten van Ellyes Skhiri, Wahbi Khazri en Seifeddine Jaziri met 3–0 gewonnen werd. Tounekti moest van bondscoach Mondher Kebaier op de reservebank beginnen en hij mocht zes minuten voor tijd invallen voor Saad Bguir.
| Interlands van Sebastian Tounekti voor Tunesië | Interlands van Sebastian Tounekti voor Tunesië | Interlands van Sebastian Tounekti voor Tunesië | Interlands van Sebastian Tounekti voor Tunesië | Interlands van Sebastian Tounekti voor Tunesië | Interlands van Sebastian Tounekti voor Tunesië | Interlands van Sebastian Tounekti voor Tunesië |
| №                                              | Datum                                          | Wedstrijd                                      | Uitslag                                        | Competitie                                     | Goals                                          |                                                |
| Als speler bij FC Groningen                    | Als speler bij FC Groningen                    | Als speler bij FC Groningen                    | Als speler bij FC Groningen                    | Als speler bij FC Groningen                    | Als speler bij FC Groningen                    | Als speler bij FC Groningen                    |
| ---------------------------------------------- | ---------------------------------------------- | ---------------------------------------------- | ---------------------------------------------- | ---------------------------------------------- | ---------------------------------------------- | ---------------------------------------------- |
| 1                                              | 7 oktober 2021                                 | Tunesië – Mauritanië                           | 3 – 0                                          | WK 2022 kwalificatie                           |                                                |                                                |

Bijgewerkt op 12 maart 2025.

## Erelijst
| Eliteserien | 1 | 2020 |